# Kristdemokraterna (Finland)

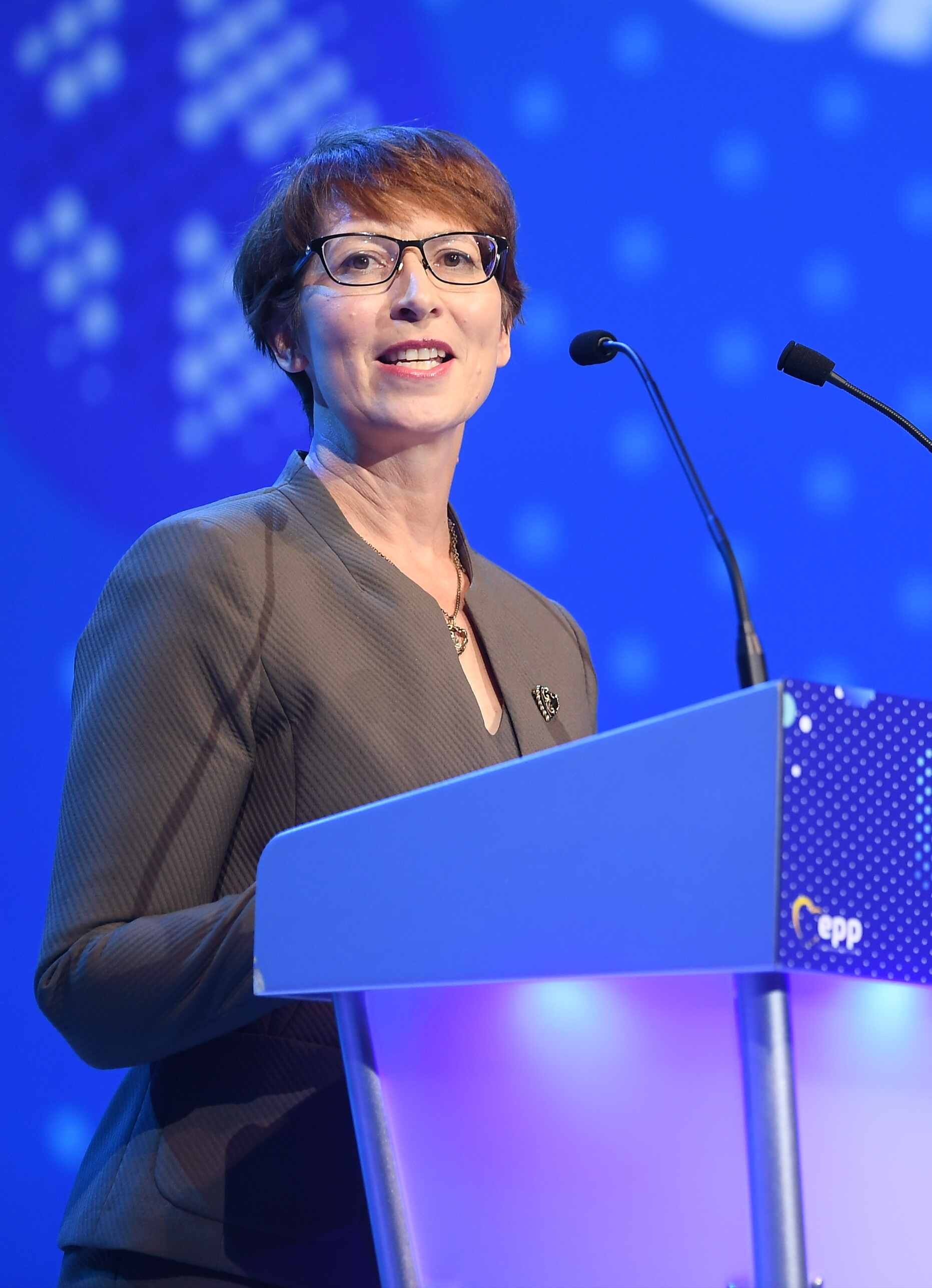
Sari Essayah, partiordförande sedan 2015.

Kristdemokraterna i Finland (KD finska: Suomen Kristillisdemokraatit) är ett kristdemokratistk politiskt parti i Finland. Partiledare är sedan 2015 Sari Essayah. Vid valet 2023 fick Kristdemokraterna fem representanter i Finlands riksdag: Sari Essayah, Mika Poutala, Sari Tanus, Päivi Räsänen och Peter Östman.
Partiet betecknar sig som del av den kontinentala kristdemokratiska rörelsen. Partiet framhåller en kristen människosyn och värderingar som inkluderar människovärdet, frihet och ansvar, jämställdhet och likvärdighet, rättvisa, sanning och ärlighet, närhet och lokalt beslutsfattande.
Kristdemokraterna antog sitt nuvarande namn 20 juni 2001 som ersatte Finlands Kristliga Förbund som partiet bar från dess grundade 1958. Nordiska kristdemokratin kom till Finland mitt i den kulturella oron på 1950-talet. Istället för att fokusera på makt, stod partiet upp för hållbara värderingar, självständighet och demokrati.
Partiet tillhör Europeiska folkpartiet inom EU och Mittengruppen i Nordiska rådet. Partiet samarbetar med de nordiska systerpartierna. Partiets veckotidning är KD-Tidningen.

## Politikområden och kärnfrågor
Kristdemokraterna framhåller fem mål: en hållbar ekonomi, en stärkt sysselsättning, välmående familjer, fungerande social- och hälsovård och en stärkt krisberedskap och självförsörjning.

### Familjepolitik
Kristdemokraterna är oroliga över den sjunkande nativiteten och tycker att nativitetskrisen inte diskuteras tillräckligt mycket. Kristdemokraternas åsikt är att alla barn som föds ska få en tusenlapp. En annan bonus för familjer är "tultingbonusen" som skulle ge familjer en viss summa skattefritt i månaden att använda till barnomsorgstjänster. Partiet lyfter också upp frågan om familjeledighetsreformen. Kristdemokraterna vill höja barnbidraget.
Kristdemokraterna vill jobba för barns och ungas välbefinnande och hälsa och sitter inte med i en regering som kringskär familjernas rätt att fatta egna beslut om till exempel föräldraledigheten. Kristdemokraterna ha föreslagit att man i stället bland annat minskar gruppstorlekar i skolorna. Partiet vill utveckla det nuvarande läromedelsstödet och utnyttja skolbyggnaderna till mer hobbyverksamhet på eftermiddagar och kvällar.

### Vård och omsorg
Kristdemokraterna föreslår satsningar på äldrevården och vården i livets slutskede. Därtill vill man att terapigarantin tas i bruk och att närståendevården ska bli en skattefri inkomst. Kristdemokraterna vill styra om i vårdreformen och fördela pengar så att en halv miljard går till vårdpersonal.

### Ekonomi
Kristdemokraterna vill satsa på utbildningen och sitter inte i regeringar som gör arbete och företagsamhet mindre lönsamt. Kristdemokraterna oroar sig för den låga tillgången till arbetskraft och vill lösa frågan om utbud och efterfrågan bland annat genom att satsa på läroavtalsutbildningen. Partiet ser också bränsleskatterna som ett stort problem. Förutom bränsleskatten vill Kristdemokraterna också sänka energiskatten.
Kristdemokraterna vill lätta på inkomstbeskattningen för att istället införa olika former av punktskatter, till exempel höja sockerskatten och införa nya skatteavgifter för energiproducenter. Partiet efterlyser skarpa åtgärder för att balansera den offentliga ekonomin.

## Historia

### Bildandet och de tidiga åren

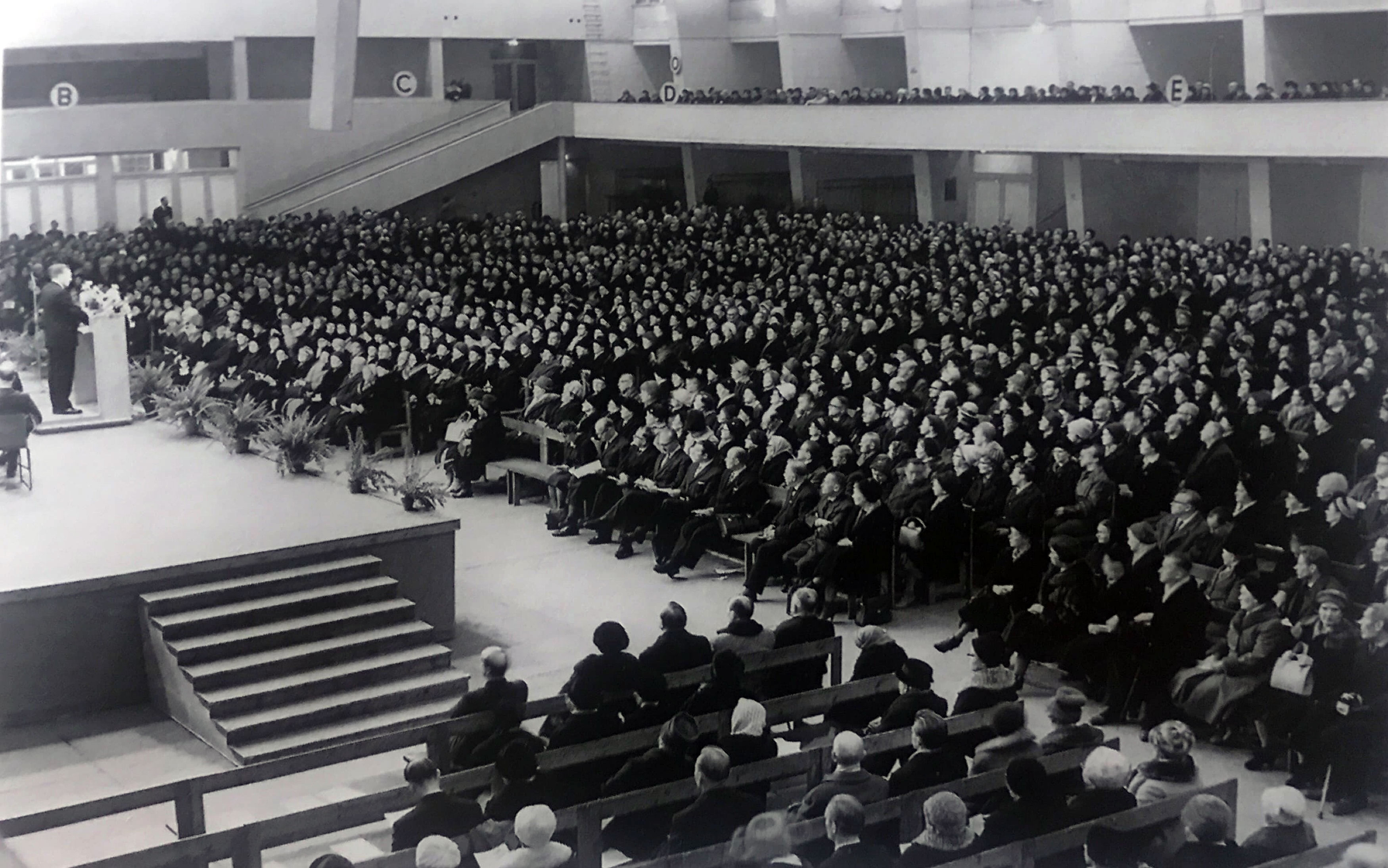
Under de första åren deltog partiets medlemmar i valen på listan över gruppen "Oberoende Center". På bilden valevenemang i Helsingfors mässhall 1962.

Kristdemokraterna bildades 1958 under namnet Finlands Kristliga Förbund av i huvudsak konservativa från Samlingspartiet. Kristdemokraterna framträdde som registrerad förening vid riksdagsvalen 1958 och 1966 samt erövrade i det senare drygt 10 000 röster. Partiet hade även vissa framgångar i kommunalval under 1960-talet. Finlands Kristliga Förbund infördes i partiregistret 7 juli 1970.

### Nytt parti i riksdagen

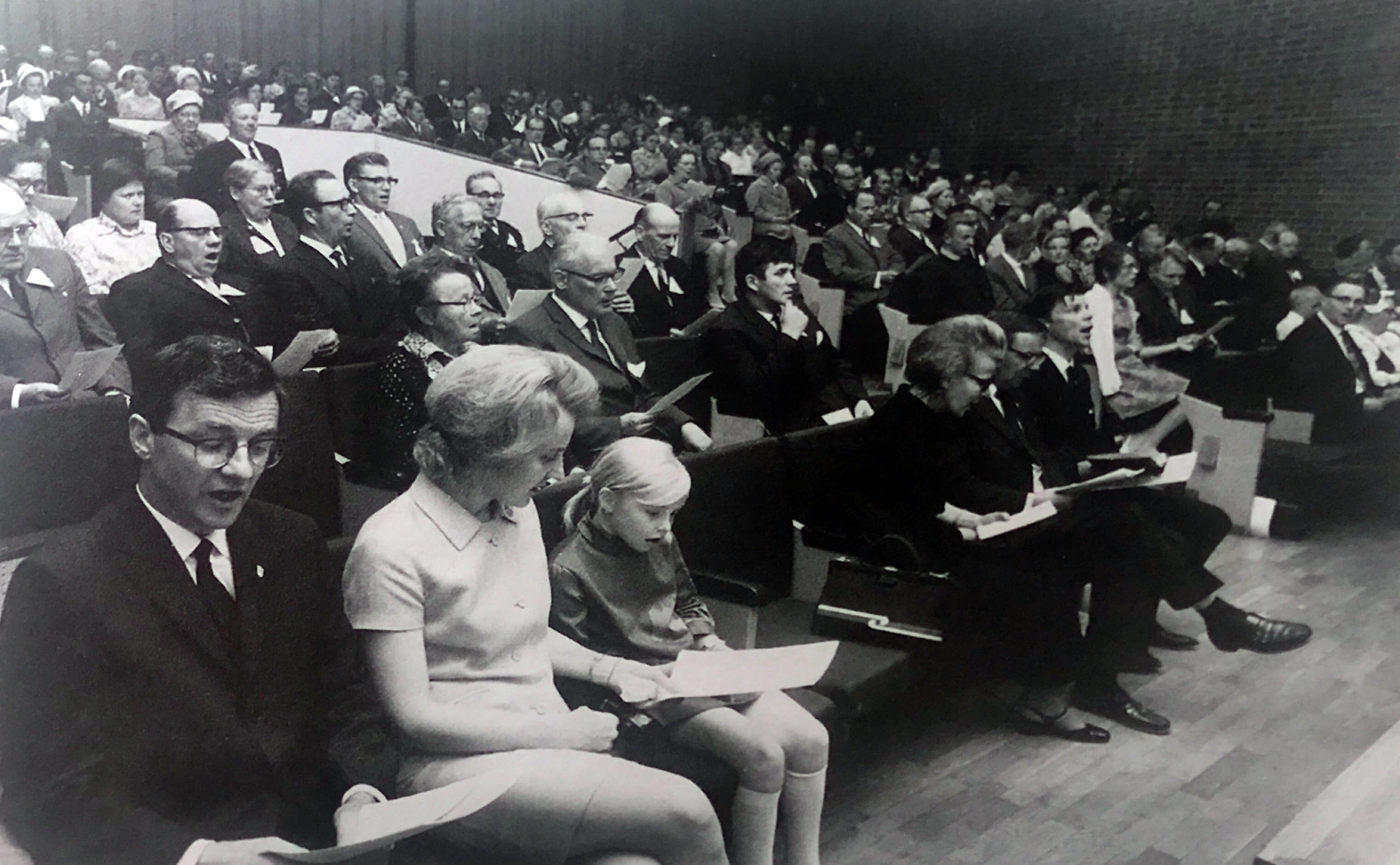
KD:s första partimöte ordnades i Jyväskylä 1971.

Kristdemokraterna fick sitt genombrott i riksdagsvalet 1970. Dess kandidat, forstmästare Raino Westerholm blev invald från Kymmene läns valkrets. Partiets röstandel utökades till 2,5 % 1972 och 3,3 % 1975. Genom fördelaktiga valförbund blev det företrätt med 9 representanter i riksdagen. Westerholm var partiordförande från 1973 till 1982 och var presidentkandidat 1978 och 1982. I valet 1979 var röstandelen 4,9 % men 1983 rasade den till 3,0 %. I början offentliggjorde partiet ett omfattande socialt reformprogram och försökte påverka till de kristna livsvärdenas försvar.
Den kristna ungdomspolitiken föddes som en motvikt till studentradikalismen på 1960-talet och ungdomsorganisationen grundades 1971 som Finlands kristliga förbunds ungdomar.

### Regeringsparti
Under perioden 1991–1995 hade kristdemokraterna en företrädare i regeringen. Partiet gick med som observatörsmedlem i Europeiska folkpartiet redan 1991. Partiets första europaparlamentariker var Eija-Riitta Korhola (1999–2004).

### Kristdemokratiska partiet

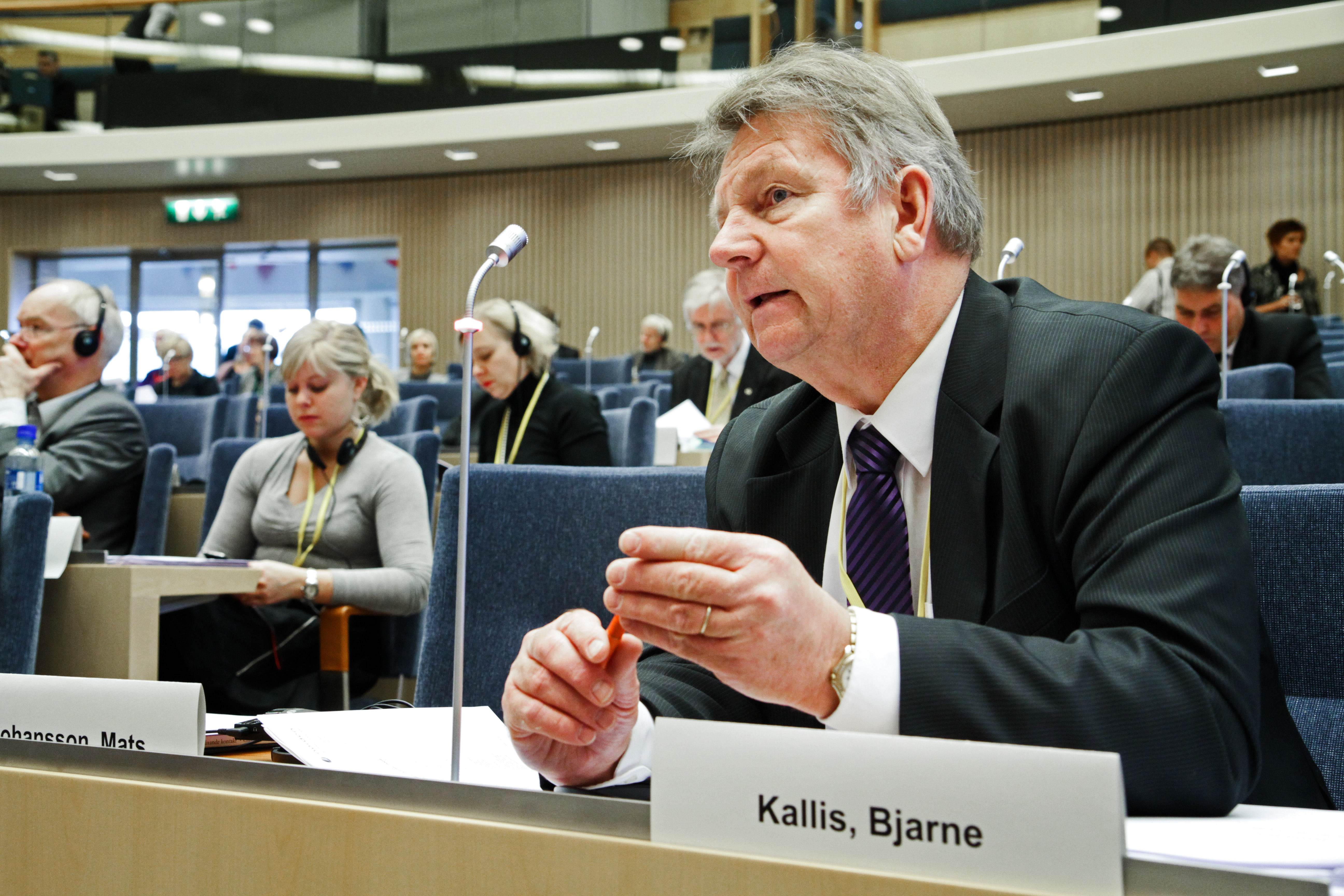
Under Bjarne Kallis ordförandetid 1995–2005 har partiet antagit karaktären av ett universalparti

Partiet ändrade namnet 20 juni 2001 till Suomen Kristillisdemokraatit (KD) – Kristdemokraterna i Finland (KD) r.p.. Under Bjarne Kallis ordförandetid 1995–2005 har partiet antagit karaktären av ett universalparti. Kallis efterträddes på ordförandeposten 2004 av Päivi Räsänen som innehade posten fram till 2015. Hon har i ett flertal riksdagsval varit en av röstmagneterna i sitt valdistrikt och har försvarat konservativa kristna synpunkter.
I valet 1999 erövrade Kristdemokraterna 10 mandat med röstandelen 4,2 % och 2003 7 mandat med 5,3 %. I valet 2007 fick partiet 4,9 % av rösterna vilket berättigade till 7 mandat i riksdagen.
Sari Essayah valdes in som ledamot av Europaparlamentet 2009 och tjänstgjorde i parlamentet fram till 2014. Europeiska folkpartiet gav Kristdemokraterna fullvärdigt medlemskap i april 2018. Essayah har lett Kristdemokraterna sedan 2015. Essayah har fokuserat på ekonomi, social rättvisa och sysselsättning. Under hennes ordförandetid företräder Kristdemokraterna en stram ekonomisk politik, motsätter sig fördelningen av flyktingar inom EU, motsatte sig stödpaket och förordar en traditionell familjepolitik.

## Svenska organisationen
En svenskspråkig särorganisation arbetar inom KD sedan 1975. Svenska organisationen arbetar med frågor som rör både Svenskfinland och landets tvåspråkighet. Inom partiet fungerar organisationen som en matrisorganisation i alla nivåer som sakkunnig i alla politiska frågor som berör tvåspråkighet, språkpolitik och Finlandssvensk regionalpolitik.

## Framträdande partiföreträdare

### Partiordförande
- 1958–1964 Olavi Päivänsalo
- 1964–1967 Ahti Tele
- 1967–1970 Eino Sares
- 1970–1973 Olavi Majlander
- 1973–1982 Raino Westerholm
- 1982–1989 Esko Almgren
- 1989–1995 Toimi Kankaanniemi
- 1995–2004 Bjarne Kallis
- 2004–2015 Päivi Räsänen
- 2015– Sari Essayah

### Partisekreterare
- 1958–1959 S. N. Venho
- 1959–1965 Paavo Luostarinen
- 1965–1978 Eino Pinomaa
- 1979-1982 Esko Almgren
- 1982–1996 Jouko Jääskeläinen
- 1997–2002 Milla Kalliomaa
- 2003 Eija-Riitta Korhola
- 2003–2007 Annika Kokko
- 2007–2009 Sari Essayah
- 2009–2011 Peter Östman
- 2011–2021 Asmo Maanselkä
- 2022–2024 Elsi Juupaluoma
- 2024– Mikko Rekimies

## Betydande personer

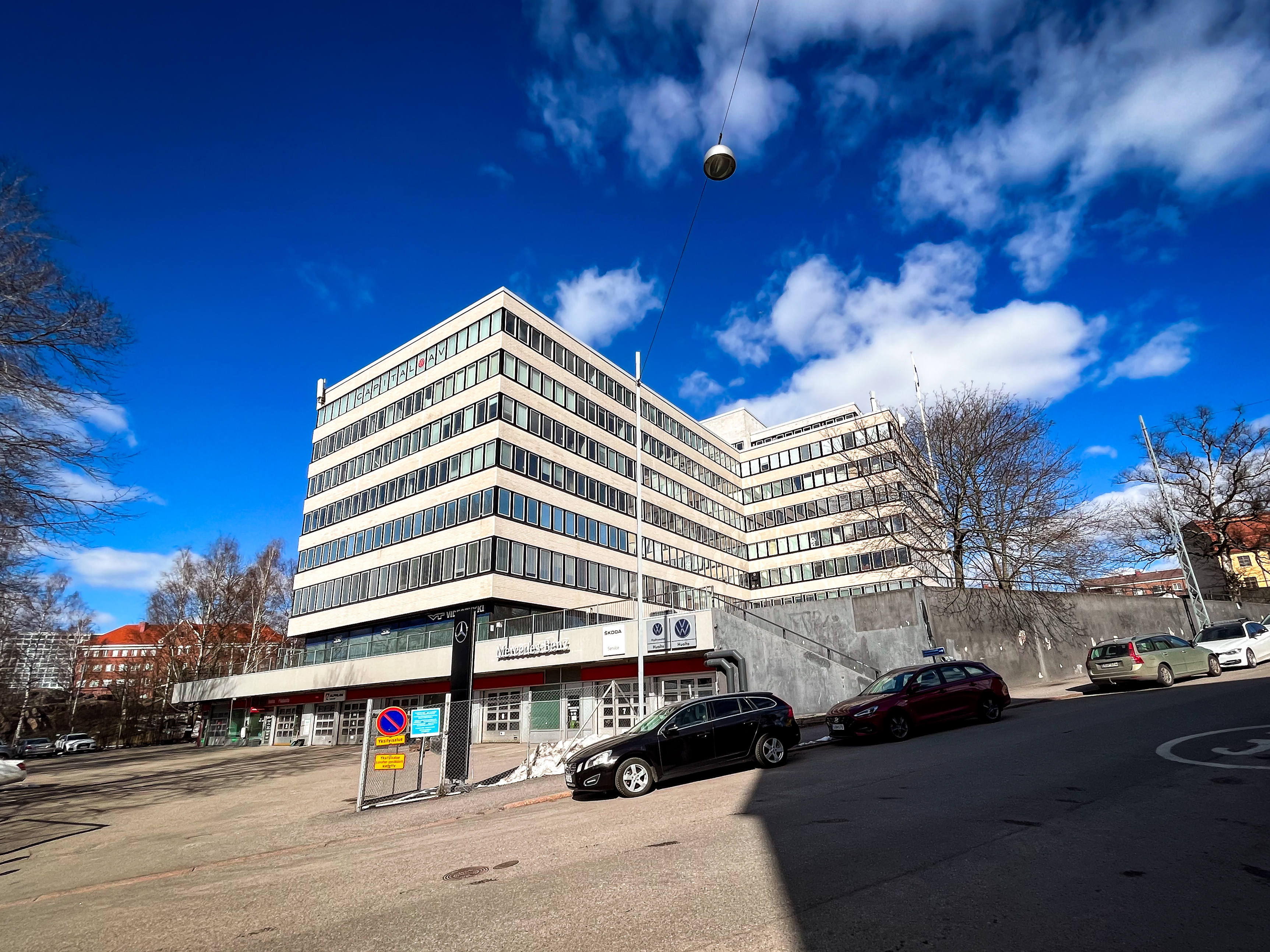
Kristdemokraternas partikontoret i Helsingfors.

### Nuvarande politiker
- Sari Essayah (partiledare, riksdagsledamot)
- Mika Poutala (riksdagsledamot)
- Päivi Räsänen (riksdagsledamot)
- Sari Tanus (riksdagsledamot)
- Peter Östman (riksdagsledamot)

### Tidigare riksdagsledamöter
- Sauli Ahvenjärvi (2011–2015)
- Esko Almgren (1979–1991)
- Jorma Fred (1975–1983, 1987–1991)
- Sauli Hautala (1975–1983, 1987–1991)
- Leea Hiltunen (1991–1995, 1999–2003)
- Antero Juntumaa (1972–1983)
- Ulla Järvilehto (1975–1983)
- Jouko Jääskeläinen (1991–2003, 2011–2015)
- Bjarne Kallis (1991–2011)
- Toimi Kankaanniemi (1987–2011)
- Marja-Leena Kemppainen (1999–2003)
- Erkki Korhonen (1975–1979, 1979–1983)
- Kari Kärkkäinen (1999–2011)
- Pirkko Laakkonen (1991–1995)
- Antero Laukkanen (2015–2023)
- Vesa Laukkanen (1991–1993)
- Olavi Majlander (1975–1978)
- Veikko Matikkala (1975–1979)
- Eeva-Liisa Moilanen (1987–1995)
- Impi Muroma (1975–1987)
- Sari Palm (2007–2015)
- Tauno Pehkonen (1995–1999)
- Lyly Rajala (2003)
- Leena Rauhala (1999–2015)
- Väinö Rautiainen (1979–1983)
- Olavi Ronkainen (1972–1975, 1979–1987)
- Matti Ryhänen (1995–1996)
- Ismo Seivästö (1991–1995, 1999–2003)
- Sakari Smeds (1995–2003)
- Asser Stenbäck (1979–1983)
- Tarja Tallqvist (2007–2011)
- Veikko Turunen (1972–1975)
- Raino Westerholm (1970–1979)

## Valresultat

### Riksdagsval
| Valår | Partiordförande    | Stöd      | Stöd   | Mandat    | +/– | Regering         |
| Valår | Partiordförande    | Röstandel | %      | Mandat    | +/– | Regering         |
| ----- | ------------------ | --------- | ------ | --------- | --- | ---------------- |
| 1958  | Olavi Päivänsalo   | 3 358     | 0,17 % | 0 av 200  |     |                  |
| 1966  | Ahti Tele          | 10 646    | 0,45 % | 0 av 200  |     |                  |
| 1970  | Eino Sares         | 28 228    | 1,40 % | 1 av 200  | ▲ 1 | Opposition       |
| 1972  | Olavi Majlander    | 65 228    | 2,53 % | 4 av 200  | ▲ 3 | Opposition       |
| 1975  | Raino Westerholm   | 90 599    | 3,29 % | 9 av 200  | ▲ 5 | Opposition       |
| 1979  | Raino Westerholm   | 138 244   | 4,78 % | 9 av 200  | ▬ 0 | Opposition       |
| 1983  | Esko Almgren       | 90 410    | 3,03 % | 3 av 200  | ▼ 6 | Opposition       |
| 1987  | Esko Almgren       | 74 209    | 2,58 % | 5 av 200  | ▲ 2 | Opposition       |
| 1991  | Toimi Kankaanniemi | 83 151    | 3,05 % | 8 av 200  | ▲ 3 | Aho              |
| 1995  | Toimi Kankaanniemi | 82 311    | 2,96 % | 7 av 200  | ▼ 1 | Opposition       |
| 1999  | Bjarne Kallis      | 111 835   | 4,17 % | 10 av 200 | ▲ 3 | Opposition       |
| 2003  | Bjarne Kallis      | 148 987   | 5,34 % | 7 av 200  | ▼ 3 | Opposition       |
| 2007  | Päivi Räsänen      | 134 790   | 4,86 % | 7 av 200  | ▬ 0 | Opposition       |
| 2011  | Päivi Räsänen      | 118 453   | 4,03 % | 6 av 200  | ▼ 1 | Katainen / Stubb |
| 2015  | Päivi Räsänen      | 105 022   | 3,54 % | 5 av 200  | ▼ 1 | Opposition       |
| 2019  | Sari Essayah       | 120 039   | 3,90 % | 5 av 200  | ▬ 0 | Opposition       |
| 2023  | Sari Essayah       | 130 694   | 4,22 % | 5 av 200  | ▬ 0 | Orpo             |

### Välfärdsområdesval
| Valår | Stöd      | Stöd  | Mandat | +/–  |
| Valår | Röstandel | %     | Mandat | +/–  |
| ----- | --------- | ----- | ------ | ---- |
| 2022  | 78 914    | 4,2 % | 57     | ▲ 57 |

### Kommunalval
| Valår | Stöd      | Stöd   | Mandat | +/–   |
| Valår | Röstandel | %      | Mandat | +/–   |
| ----- | --------- | ------ | ------ | ----- |
| 1968  |           |        | 3      | ▲ 3   |
| 1972  | 49 877    | 1,99 % | 134    | ▲ 131 |
| 1976  | 85 792    | 3,20 % | 322    | ▲ 191 |
| 1980  | 100 800   | 3,68 % | 333    | ▲ 11  |
| 1984  | 80 455    | 2,98 % | 257    | ▼ 76  |
| 1988  | 71 614    | 2,72 % | 273    | ▲ 16  |
| 1992  | 84 481    | 3,17 % | 353    | ▲ 80  |
| 1996  | 75 494    | 3,18 % | 353    | ▬ 0   |
| 2000  | 95 009    | 4,27 % | 443    | ▲ 90  |
| 2004  | 94 666    | 3,96 % | 392    | ▼ 51  |
| 2008  | 106 639   | 4,18 % | 351    | ▼ 41  |
| 2012  | 93 257    | 3,74 % | 300    | ▼ 51  |
| 2017  | 105 551   | 4,1 %  | 316    | ▲ 16  |
| 2021  | 88 259    | 3,6 %  | 311    | ▼ 5   |

### Europaparlamentsval
| Valår | Stöd      | Stöd   | Mandat  | +/– |
| Valår | Röstandel | %      | Mandat  | +/– |
| ----- | --------- | ------ | ------- | --- |
| 1996  | 63 279    | 2,81 % | 0 av 16 |     |
| 1999  | 29 637    | 2,39 % | 1 av 16 | ▲ 1 |
| 2004  | 70 845    | 4,28 % | 0 av 14 | ▼ 1 |
| 2009  | 69 458    | 4,17 % | 1 av 13 | ▲ 1 |
| 2014  | 90 586    | 5,24 % | 0 av 13 | ▼ 1 |
| 2019  | 89 166    | 4,87 % | 0 av 13 | ▬ 0 |
| 2024  | 75 376    | 4,1 %  | 0 av 13 | ▬ 0 |

### Presidentval
| Valår | Kandidat                                        | Stöd                                            | Stöd                                            | Elektorer |
| Valår | Kandidat                                        | Röstandel                                       | %                                               | Elektorer |
| ----- | ----------------------------------------------- | ----------------------------------------------- | ----------------------------------------------- | --------- |
| 1978  | Raino Westerholm                                | 215 244                                         | 8,8 %                                           | 24        |
| 1982  | Raino Westerholm                                | 59 885                                          | 1,9 %                                           | 0         |
| 1994  | Toimi Kankaanniemi                              | 1k 31 453                                       | 1k 1,0 %                                        |           |
| 2006  | Bjarne Kallis                                   | 1k 61 483                                       | 1k 2,04 %                                       |           |
| 2012  | Sari Essayah                                    | 1k 75 744                                       | 1k 2,47 %                                       |           |
| 2018  | partiet stödde omvalet av Sauli Niinistö (Saml) | partiet stödde omvalet av Sauli Niinistö (Saml) | partiet stödde omvalet av Sauli Niinistö (Saml) |           |
| 2024  | Sari Essayah                                    | 47 820                                          | 1,48 %                                          |           |